# Adolph Ambrosius Barth

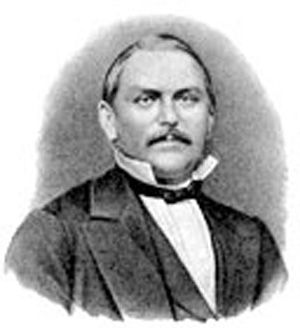
Adolph Ambrosius Barth

Adolph Ambrosius Barth (* 20. Februar 1827 in Leipzig; † 21. September 1869 ebenda) war ein deutscher Buchhändler und Verleger.

## Leben
Adolph Ambrosius Barth war der älteste Sohn von Wilhelm Ambrosius Barth (1790–1851), dem Besitzer des Leipziger Verlags J. A. Barth, und dessen Ehefrau Auguste Friederike, geb. Wilde (1804–1869). Adolph Ambrosius hatte sieben Geschwister. Nach dem Besuch der Landesschule Pforta schrieb er sich am 5. Mai 1847 an der Universität Leipzig für das Studium von Mathematik und Naturwissenschaften ein.
Bereits 1850 promoviert, ging er nach Berlin, um wissenschaftlich zu arbeiten. Hier hatte er Kontakte zum Physiker Johann Christian Poggendorff (1796–1877), dem Geologen Leopold von Buch (1774–1853) und dem Naturforscher und Reisenden Hermann Schlagintweit (1826–1882).
Doch schon im nächsten Jahr kehrte er nach Leipzig zurück, da sein Vater sich das Leben genommen und den Verlag in schlechter wirtschaftlicher Lage hinterlassen hatte. Er stieg in das Verlagsgeschäft ein und konnte die Firma konsolidieren. Er pflegte seinen Neigungen entsprechend besonders die wissenschaftliche Seite des Verlagsgeschäftes. Er konnte Poggendorff gewinnen, das Biographisch-literarische Wörterbuch zur Geschichte der exakten Wissenschaften bei ihm herauszubringen. Er führte auch die vom Vater begonnene Herausgabe der Poggendorffschen Annalen der Physik und Chemie fort. Ab 1861 verlegte er auch die von Franz von Holtzendorff (1829–1889) gegründete und herausgegebene Allgemeine deutsche Strafrechtzeitung. Es erschien aber auch Unterhaltungsliteratur wie die drei Bände der Musikalischen Märchen, Phantasien und Skizzen von Elise Polko (1823–1899), die insgesamt 25 Auflagen erlebten.
Von 1863 bis 1869 wirkte Adolph Ambrosius Barth im Verwaltungsausschuss des Börsenvereins mit. Als er 1869 kinderlos starb, übernahm sein Bruder Johann Ambrosius (genannt Hans) (1834–1887) den Verlag. Als dieser ebenfalls ohne Erben verstarb, wurde der Verlag von seinem Prokuristen weitergeführt, bevor er 1890 an Arthur Meiner (1865–1952) überging.
Adolph Ambrosius Barth wurde im Erbbegräbnis der Familie Barth in der I. Abteilung (Nr. 65) des Neuen Johannisfriedhofs beerdigt.